# Джон Віндем
Джон Віндем  Паркс Лукас Бейнон Гарріс (англ. John Wyndham Parkes Lucas Beynon Harris) (нар. 10 липня 1903, Доррідж, Західний Мідленд — пом. 11 березня 1969, Петерсфілд, Гемпшир) — англійський письменник-фантаст, відомий як Джон Віндем  (цим іменем він підписував більшість своїх творів. Він також користувався іншими комбінаціями свого імені, такими як Джон Бейнон та Лукас Паркс).

## Біографія
Джон Віндем  народився у селі Доррідж близько міста Ноул у Західному Мідленді, Англія. Батьки - Джордж Бейнон Гарріс, адвокат, та Гертруда Паркс, дочка бірмінгемського фабриканта з металургії.
Раннє дитинство провів у передмісті Бірмінгема Еджбастоні. Коли йому було 8 років, батьки розлучилися і він зі своїм  братом, письменником Вівіаном Бейноном Гаррісом, залишок дитинства провели в підготовчих та публічних школах, включаючи школу Бланделл в Тівертоні (протягом Першої світової війни). Найдовше Джон Уіндем навчався в школі Бедалз у Петерсфілді (Гемпшир) (1918 — 1921), яку він закінчив у 18 років.
Після закінчення школи Уіндем пробував поступити на юридичний факультет Оксфордського університету, але не склав вступні іспити. Після невдалого вступу Джон працював фермером, рекламним агентом, але більше покладався на допомогу сім’ї. Пробувати публікуватися почав у 1925, проте перші оповідання були опубліковані в 1931 в американському науково-фантастичному журналі, більшість під іменем Джон Бейнон або Джон Бейнон Гарріс. Також написав кілька детективних оповідань.
На початку Другої світової служив цензором в міністерстві інформації, потім вступив до армії. Служив капралом у підрозділі шифрування Королівського корпуса зв’язку. Брав участь у висадці військ у Нормандії, проте не з перших днів операції.
Після війни повернувся до письменництва, надихаючись успіхом брата, який опублікував чотири романи. У 1951 публікується роман ”День триффідів”, який автор вперше підписав ім’ям Джон Віндем . Про довоєнну кар’єра письменника не була згадано в книзі, тому читач мав думати, що це перший роман дотепер невідомого письменника.  Роман отримав великий успіх та зробив  Віндем а відомим письменником-фантастом. Пізніше під ім’ям Джон Віндем  вийшло ще 6 романів.
В 1963, у віці 60 років, Джон Віндем  одружився з Грейс Уілсон, з якою був знайомий більше 20 років. Після одруження вони переїхали з Лондона до Петерсфілда (Гемпшир). Там Джон Уіндем помер у віці 65 років. Деякі з його робіт були опубліковані після смерті. Архів письменника зберігається в Ліверпульскому університеті.

## Твори
Головні твори присвячені глобальним катастрофам: «День триффідів» (1951), «Кракен пробуджується» (інша назва «З Глибини») (1953),   «Хризаліди» (1955), «Зозулята Мідвіча» (1957).
Джон Уіндем з плеяди тих, кого називають класиками світової фантастики. Але його стиль сильно відрізняється від письменників з Америки. Віндем пише жорстко, послідовно і логічно. Він є противником жюль-вернівської школи і не вдається до детального опису фантастичних явищ, вони присутні в його творах лише в обсязі, достатньому для розвитку сюжету.
Головний об'єкт вивчення автора в його романах-катастрофах не самі катастрофічні явища, а поведінка людей під час них. У «Дні триффідів» розглядається падіння цивілізації через втрату більшістю людей зору у поєднанні з вторгненням м'ясоїдних рослин, і зародження нового суспільства; в «Зозулятах Мідвіча» – боротьба за збереження людства перед загрозою вторгнення інопланетян; у «Кракен пробуджується» – виживання в умовах глобальної повені. І скрізь людина стикається з важкими проблемами застосування моралі старого суспільства в нових умовах. Висновок автора – люди повинні пристосовуватися до нових умов, але не мають право втрачати при цьому людяність. Також перу автора належить безліч оповідань, у тому числі і гумористичних («Я в це не вірю» (в іншому перекладі – «Ставка на віру»), «Відеорама Поолі»).

## Екранізації
- День триффідів, Велика Британія, 1963
- День триффідів, міні-серіал, Велика Британія, 1981
- День триффідів, міні-серіал, Велика Британія, 2009
- Прокляте селище, Велика Британія, 1960
- Прокляте селище, США, 1995

### Романи та повісті, що вийшли під ім’ям Джон Бейнон
- Груба гра підозрюваних (англ. Foul Play Suspected)(1935)
- Таємні люди (англ. The Secret People) (1935)
- Планетарний літак (англ. Planet Plane) (1936)

### Романи та повісті, що вийшли під ім’ям Джон Віндем
- День триффідів (англ. The Day of the Triffids), 1951
- Кракен пробуджується (англ. The Kraken Wakes), 1953
- Хризальди (англ. The Chrysalids), 1955
- Зозулята Мідвіча (англ. The Midwich Cuckoos), 1957
- Прагнення назовні  (англ. The Outward Urge), 1959
- Проблеми з лишаєм  (англ. Trouble with Lichen), 1960
- Чокі (англ. Choky), 1968
- Павутиння (англ. Web), 1979 (опубліковано посмертно)
- План Хаосу (англ. Plan for Chaos), 2009 (опубліковано посмертно)

### Збірники оповідань, що вийшли за життя
- Джиззл  (англ. Jizzle), 1954
- Насіння часу  (англ. The Seeds of Time), 1956
- Розповіді про гусячу шкіру та сміх  (англ. Tales of Gooseflesh and Laughter), 1956
- Її шляхи та інші (англ. «Consider Her Ways» and Others), 1961
- Нескінчений момент  (англ. The Infinite Moment), 1961

### Посмертні збірники
- Ті, хто сплять на Марсі  (англ. Sleepers of Mars), 1973
- Найкращі розповіді Джон Віндема (англ. The Best of John Wyndham), 1973
- Мандрівники часу (англ. Wanderers of Time), 1973
- Вигнанці на Аспері (англ. Exiles on Asperus), 1979
- Немає місця як Земля (англ. No Place Like Earth), 2003

### Переклади українською мовою
- Уїндем Джон. Дивина: оповідання / З англ. пер. Віктор Колечко // Журнал «Всесвіт» 1975. — № 10.
- Уїндем Джон. Зустріч через п'ятдесят років: оповідання / З англ. пер. Владислав Носенко // Журнал «Всесвіт» 1991. — № 1.
- Уїндем Джон. І чорт не влучить: Фантаст. оповідання / З англ. пер. Володимир Черненко // Журнал «Всесвіт» 1986. — № 10.